# Molukse wijk

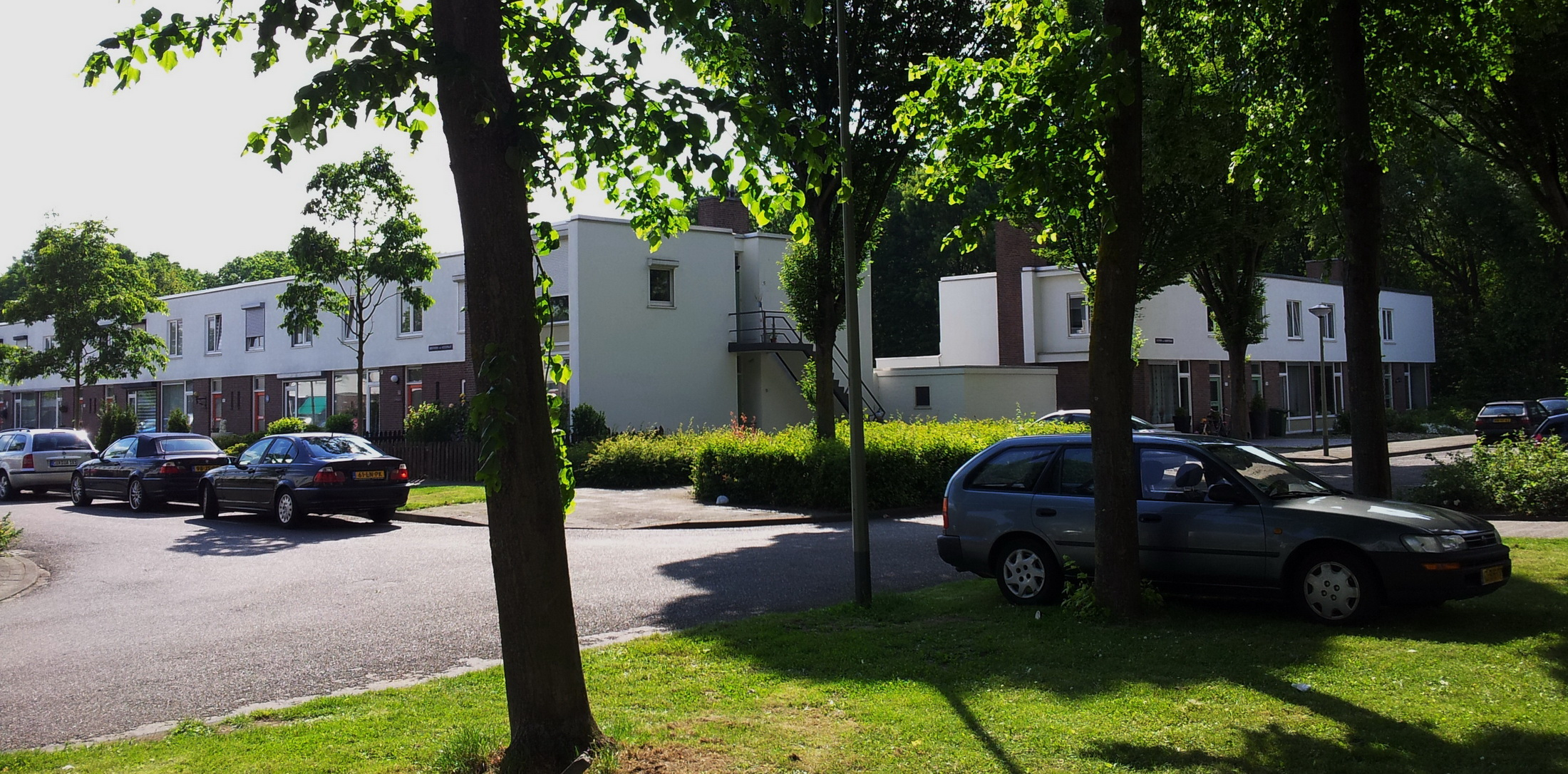
Maastricht-Heer, Molukse Wijk

Molukse wijken (ook Molukkerswijk of Ambonwijk) zijn woonwijken die verspreid over Nederland  begin jaren 1960 zijn gebouwd door de Nederlandse overheid voor voormalige Molukse beroepsmilitairen en hun gezinnen. De militairen waren afkomstig uit Molukse divisies in het Koninklijk Nederlandsch-Indisch Leger (KNIL). Het is de enige bevolkingsgroep in Nederland met eigen wijken. Er zijn 71 wijken gebouwd, de eerste kwam in 1959 gereed en werd in Appingedam gerealiseerd. De Molukse wijk in Assen was decennialang de grootste met 171 woningen. Met een gestegen aantal woningen naar 227 is deze in 2024 de op een na grootste wijk na de Molukse wijk in Capelle a/d IJssel die 299 woningen telt. In 2017 hadden nog 45 gemeenten een aparte Molukse wijk.

## Voorgeschiedenis

### Vertrek naar Nederland
Toen het KNIL werd opgeheven in juli 1950 waren er nog zo'n 3500 Molukse militairen op Java. Zij wilden niet gedemobiliseerd worden op Java, een in hun ogen 'vijandig' gebied. Ook hadden zij een overgang naar het Indonesisch Nationaal Leger geweigerd. Indonesië stelde hierop voor om ze naar Nederland over te brengen om ze daar te demobiliseren aangezien op Ambon inmiddels de Republik Maluku Selatan (RMS), was uitgeroepen en Indonesië Nederlands-Nieuw-Guinea als bezet gebied zag. De Nederlandse regering zag de komst van Molukkers, die de status hadden van Indonesisch staatsburger, naar Nederland om verschillende redenen niet zitten. Demobilisatie op Ambon was na de invasie van Ambon in november 1950 een mogelijkheid. Dit werd als onwenselijk ervaren door de Molukse KNIL-militairen en na een rechtszaak werd in februari 1951 in Den Haag besloten dat verplichte demobilisatie in Indonesië geen optie was. Hierdoor bleef alleen tijdelijke opvang in Nederland als optie over. De in 1951 met de boot naar Nederland overgebrachte Molukse soldaten werden tijdelijk ondergebracht bij de Koninklijke Landmacht. Ze werden gehuisvest in voormalige werk- en concentratiekampen. Deze negentig kampen groeiden uit tot wat de Molukse woonoorden werd genoemd. Veel Molukkers bleven zich militair voelen en wachten op terugkeer naar de Zuid-Molukken, ze wilden en mochten daarom aanvankelijk niet werken en integreren. De meeste kampen bestonden uit oude barakken en boden weinig woonruimte aan een Moluks gezin dat meestal uit zeven personen of meer bestond. Er waren alleen gedeelde douches en een centrale keuken. Het comfort leek op dat in een Indische tangsi (kazerne).

### Tijdelijk verblijf wordt permanent
Vanaf 1956 werd de 'zelfzorg' ingevoerd wat inhield dat de Ambonezen zelf moesten gaan voorzien in hun levensonderhoud, dit om discriminatie op de arbeidsmarkt tegen te gaan. Dit beleid leidde, in combinatie met de slechte behuizing tot ondervoeding en zelfs, in enkele gevallen, tot kindersterfte. Na een alarmerend onderzoek uitgevoerd door de artsen W.A. Roessingh en A.H. Wiebengawerd, naar de leefomstandigheden in Woonoord Lunetten en Heythuysen in september 1956, verzocht de Eerste kamer om een onderzoek naar de 'Ambonezenkwestie', door PvdA-lid Hilda Verwey-Jonker. Dit en werd in 1958 gepresenteerd. De Nederlandse regering had in 1956 al geconstateerd dat de primitieve kampen niet geschikt waren om te wonen en nam veel van de conclusies uit het onderzoek over. De inrichting van Molukse woonwijken werd op grote schaal ter hand genomen. Veel Molukkers voelden zich daardoor gedwongen te integreren in de samenleving. Ze zagen een terugkeer naar de Molukken steeds minder tot het beleid van de Nederlandse regering behoorde en waren het om die reden niet bereid de kampen te verlaten.

## Ontruiming van de kampen
Nu een permanent verblijf van de Molukkers in Nederland definitief werd, besloot de regering over te gaan tot het sluiten en ontruimen van de kampen. Dit leidde in verschillende kampen tot ernstige ongeregeldheden met als gevolg dat de Koninklijke Marechaussee en de Koninklijke Landmacht werden ingezet om de ongeregeldheden die ontstonden door de uitvoering van het regeringsbeleid de kop in te drukken.

### Gewelddadigheden Vaassen
Een van de meeste gewelddadige ontruimingen vond plaats op 14 oktober 1976 te Vaassen, op het kamp Berkenoord. Om half zeven in de ochtend trok een groot aantal marechaussees met pantservoertuigen samen met een peloton van de Rijkspolitie Vaassen binnen. In totaal werd 470 man marechaussees, politie en militaire orderbewakers ingezet. Het kamp veranderde in een belegerde vesting.

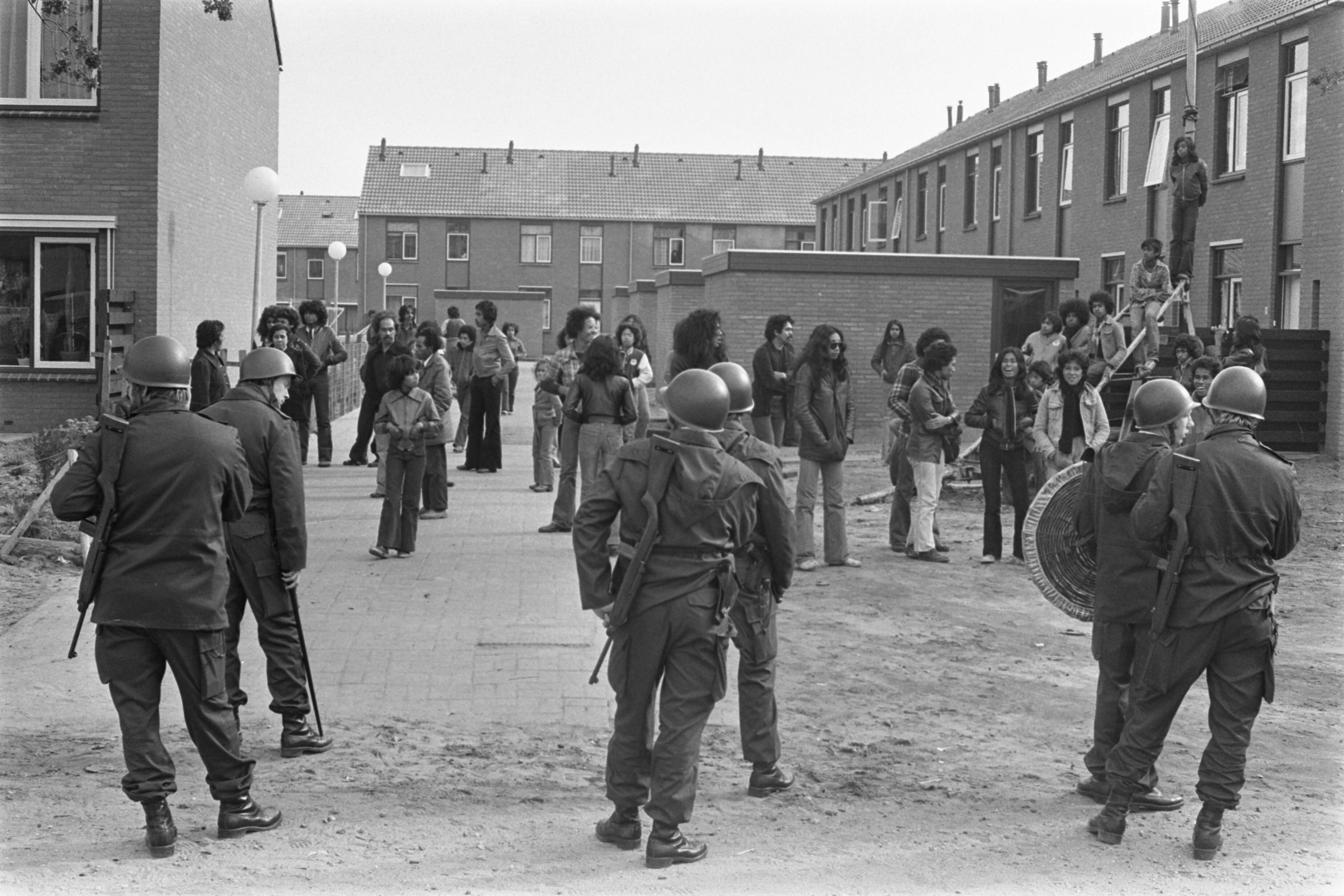
Vaassen, Molukse kamp Berkenoord 1976

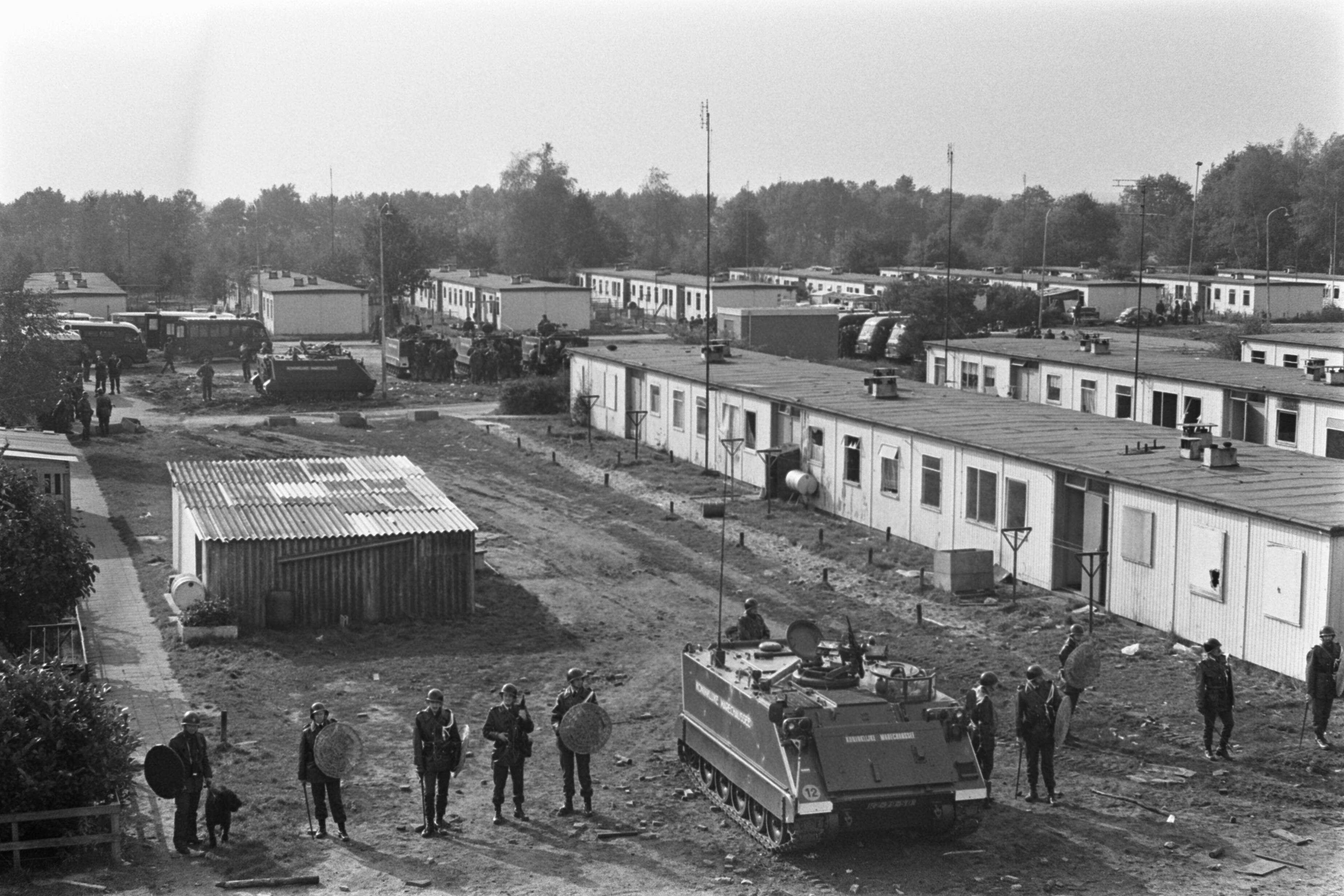
Vaassen, ontruiming Molukse kamp 1976

Vanuit verschillende barakken werd er met automatische vuurwapens geschoten op de pantserwagens van de Koninklijke Marechaussee. Ook vanuit Molukse nieuwbouwwoningen werd er op verschillende plaatsen geschoten op de politie. Zodra mogelijk werd begonnen met het slopen van de barakken. Hierbij werden gepantserde bulldozers gebruikt. Dat het kamp een risicogebied was maakte de vondst van veel wapens duidelijk. Er werden pistolen, een Winchesterkarabijn, een kist met explosieven, automatische wapens en veel steekwapens en boksbeugels gevonden. Nadat de marechaussee de barakken had ontruimd ontstonden er moeilijkheden bij de hoofdingang van het kamp. Zuid-Molukkers begonnen de politiemensen te bekogelen met stenen en balken. Drie marechaussees en twee hondengeleiders raakten hierbij gewond. Een Zuid-Molukker werd in de hals geraakt door een kogel.
In de loop van de ochtend gingen de schermutselingen verder rond de nieuwbouwwoningen van het kamp. Een van de net betrokken huizen raakte in brand als gevolg van een door de politie afgeschoten rookgranaat. Een nog niet bewoond huis werd door een groep Zuid-Molukkers in brand gestoken. De marechaussee verwijderde de brandstichters met behulp van traangas en schoten in de lucht.
In verband met grote belangstelling van burgers uit het hele land had de politie grote moeite om nieuwsgierigen en pers buiten het onveilige gebied te houden. Boven Vaassen vloog een vliegtuig van de rijkspolitie. Mobiele eenheden uit Rotterdam en Haarlem-Kennemerland bewaakten het gemeentehuis in Epe dat fungeerde als perscentrum en het politiebureau in Vaassen dat als beleidscentrum was ingericht.

#### Arrestaties
In totaal werden er 39 personen gearresteerd. Veertien personen werden wegens vuurwapenbezit in voorlopige hechtenis gehouden. Onder de mensen die vrij werden gelaten bevond zich een moeder met zeven kinderen.
Het gewone leven in het dorp stond een tijd stil en scholen waren gesloten. Her en der waren groepen mensen aan het discussiëren. Voor zover bekend is het nooit tot een handgemeen gekomen tussen Zuid-Molukkers en andere Vaassenaren. De Zuid-Molukkers beperkten het geweld alleen tot de uniformdragers. Wel raakten een aantal auto’s van burgers in de omgeving van het kamp beschadigd door stenen.

#### De laatste schermutselingen 1981
Na het begin van de ontruiming zou het nog jaren duren voordat de laatste Molukse familie definitief het kamp zou verlaten. Toen het in 1981 op een dinsdagavond zover was en de laatste Molukse gezinnen het kamp hadden verlaten staken jongeren meerdere autowrakken en een container op het kamp in brand. De brandweer die vervolgens het vuur poogde te blussen werd bekogeld met stenen. Ook politie- en burgerauto’s moesten het ontgelden. Toen de Mobiele Eenheid met twee pelotons in actie kwam werd deze door een groep van zo’n 50 Molukse jongeren aangevallen met benzinebommen en stenen. Hierbij raakten twee politiemensen gewond, van wie één opgenomen moest worden in een ziekenhuis. Na een aantal charges van de ME keerde de rust omstreeks 3 uur woensdagochtend weer terug.

## Speciale wijken

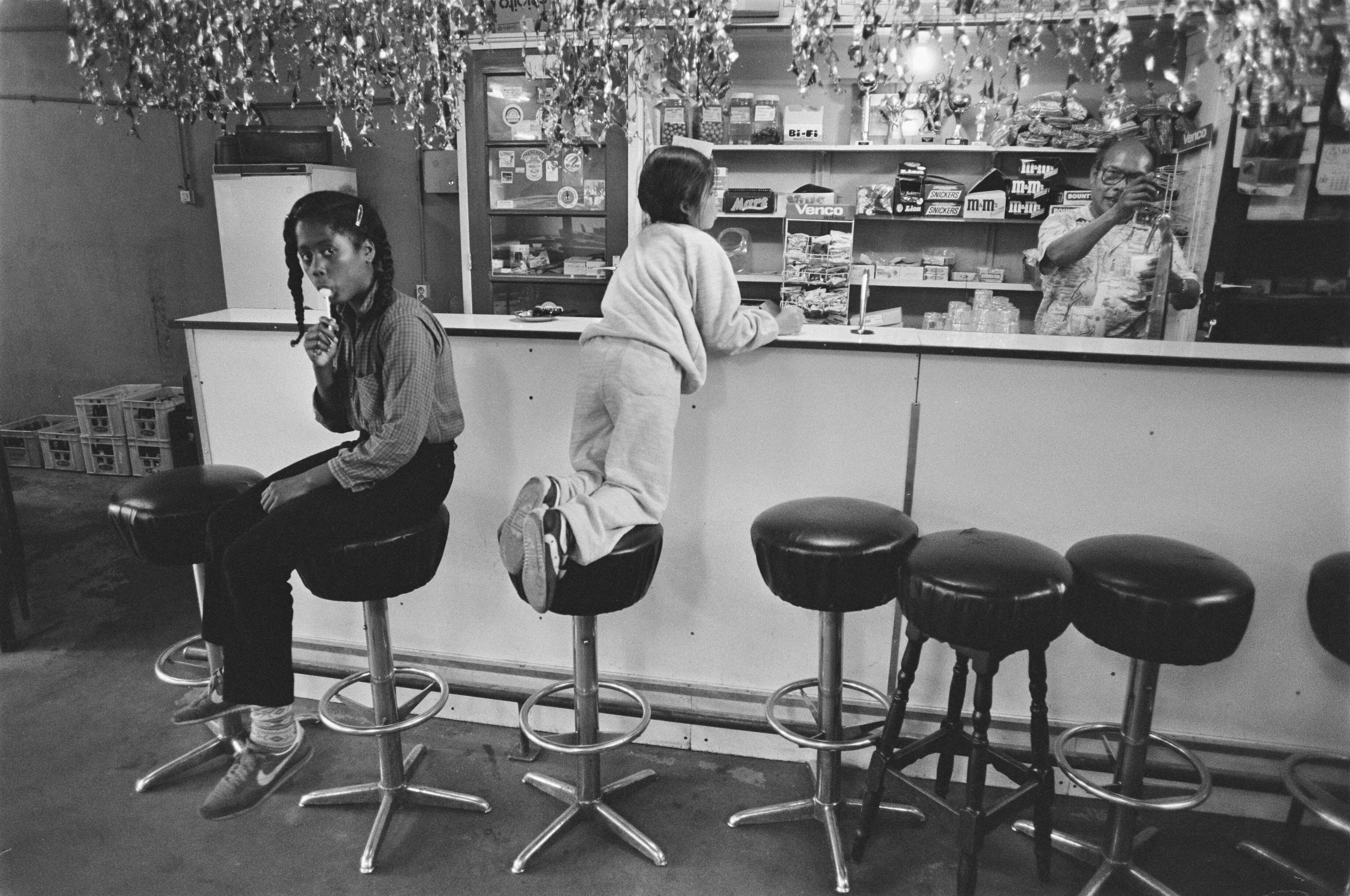
Vught, Molukse kamp Lunetten 1984

Uiteindelijk besloot de Nederlandse regering eind jaren 1950 om door het hele land aparte wijken voor de Molukkers uit de grond te stampen om onder andere hun identiteit en eigen manier van leven te behouden. De bedoeling was om deze wijken kleinschalig te bouwen met gemiddeld zo’n 50 woningen per wijk. Desondanks werden de meeste wijken veel groter en ontstonden er zelfs wijken waar wel duizend Molukkers in woonden. Met 171 woningen werd de Molukse wijk in Assen de grootste van Nederland. De meeste wijken werden gebouwd in de buurt van een industriegebied en aan de rand van een stad of dorp. Sommige wijken werden op dezelfde plek als hun voormalig gesloopte kamp gebouwd, zoals kamp Berkenoord in Vaassen. Het Molukse kamp in Vught is het enige kamp dat niet gesloopt is en waar de Molukse bewoners vandaag de dag nog steeds wonen. Het zou daarna nog ruim 40 jaar duren voordat het laatste woonoord gesloten werd.

### Regelingen

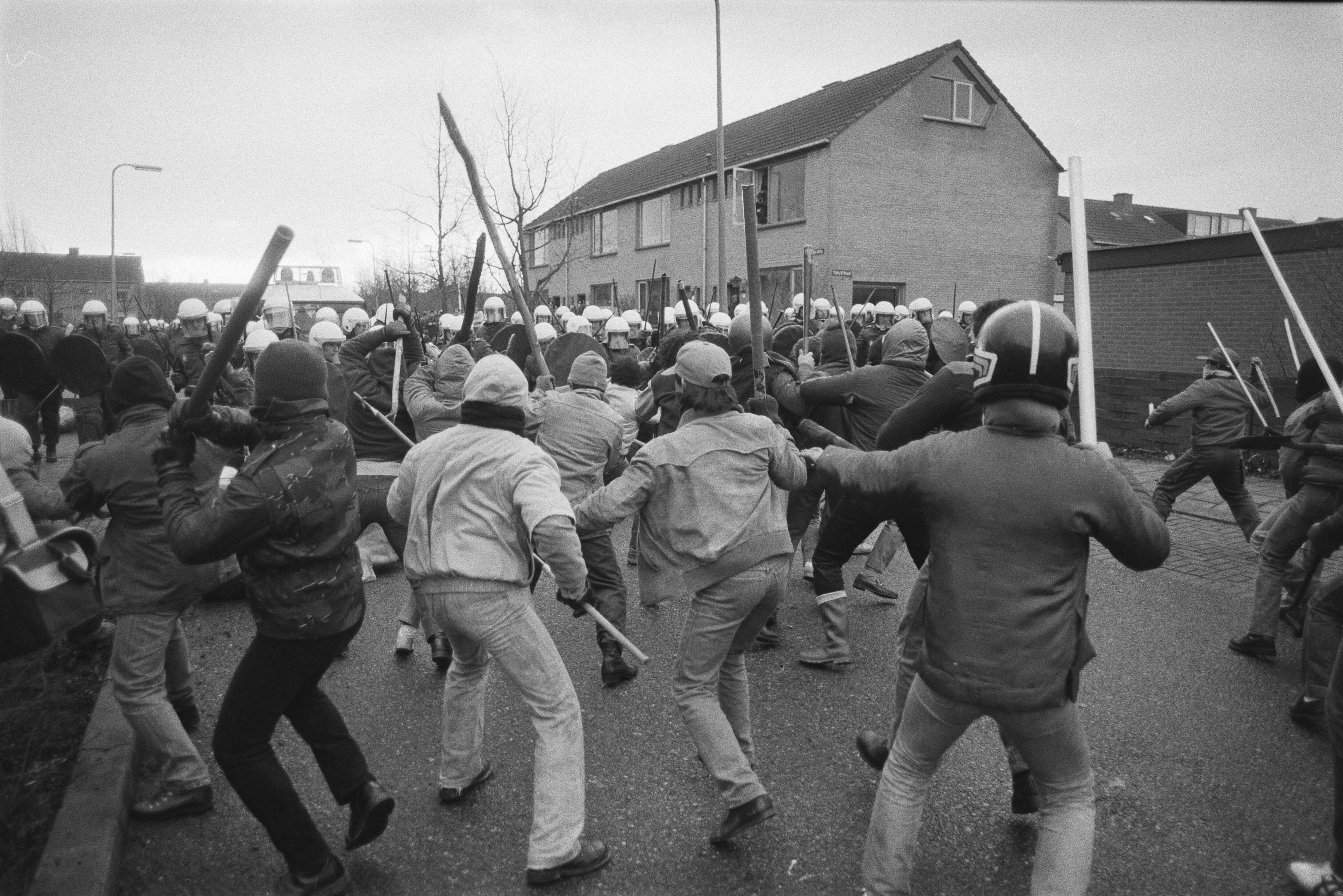
Capelle a/d IJssel, rellen Molukse wijk Oostgaarde 1984

De nieuwe Molukse wijken vielen eerst onder de Dienst der Domeinen, een onderdeel van het ministerie van Financiën. Hiermee waren dit geen doorsnee woonwijken maar gebieden met een speciale status. Niet alleen de wijken, de hele Molukse gemeenschap had een speciale status. Dat kan ook worden afgeleid uit de aparte regelingen die gepaard gingen met deze wijken. Zo waren de huren gemiddeld lager dan andere wijken en geldt er een voorrangsregeling voor Molukkers die zich willen huisvesten in een van deze wijken. Ook kregen de meeste Molukse wijken een eigen kerk, een buurthuis en een wijkraad dat is afgeleid van de kampraden uit de Molukse kampen. Een andere bijzondere regeling betreft de Rumah Tua-traditie. Indien een bewoner komt te overlijden, wordt het ouderlijk huis overgedragen aan de kinderen of andere familieleden. Vanwege ongeregeldheden die zich in sommige kampen en wijken voordeden ontstond er een aparte regeling tussen de Molukse wijk en de regiopolitie. Deze regeling hield in dat er in geval van calamiteiten eerst contact werd opgenomen met de Molukse wijkraad, voor de politie in een wijk optrad, onnodige escalatie werd zo voorkomen.

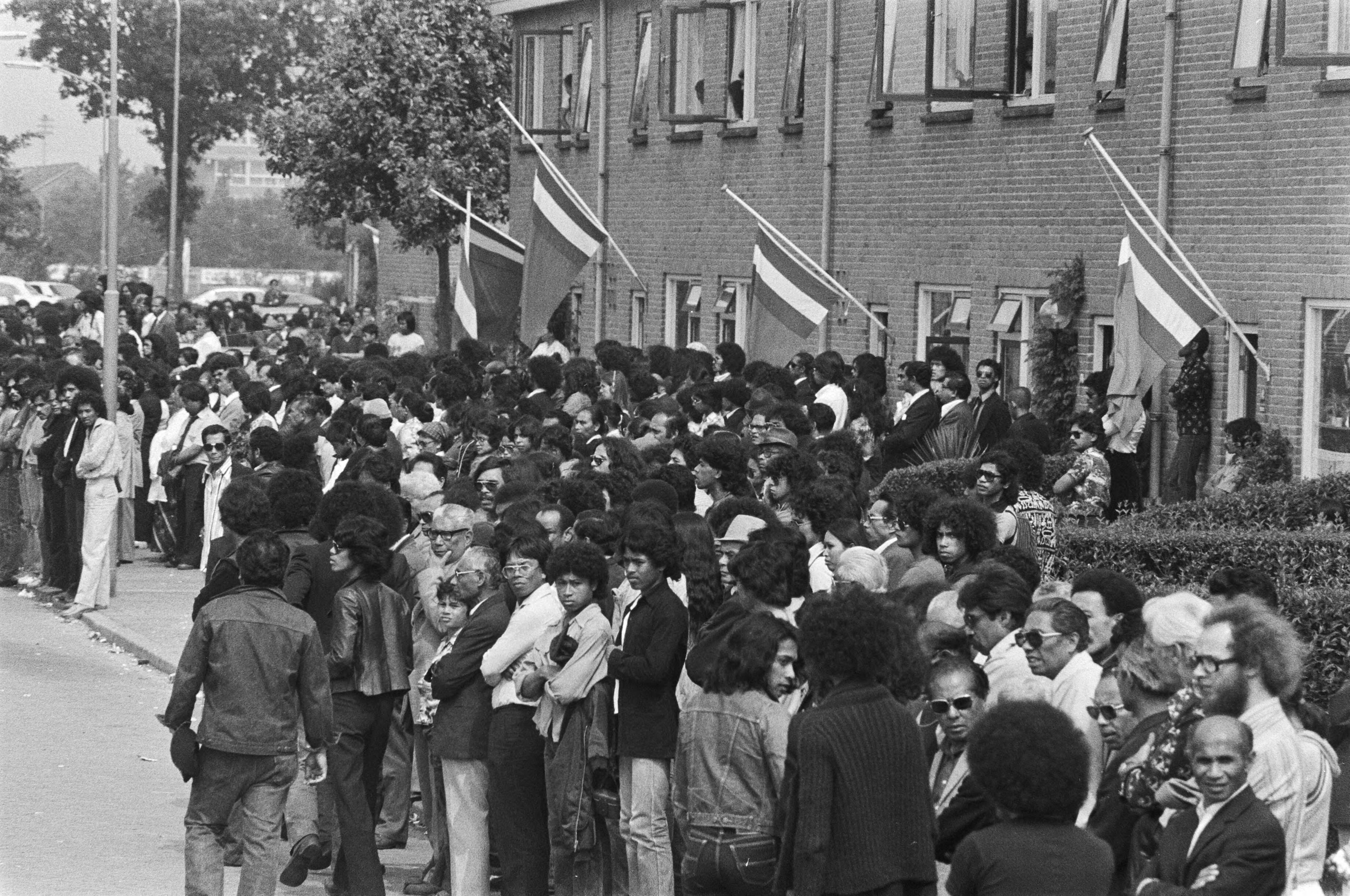
Assen, Molukse wijk 1977

### Symbool voor de vrijheidsstrijd
Behalve de speciale status hebben de wijken ook een symbolische functie met betrekking tot de Molukse vrijheidsstrijd, de geschiedenis van de Molukkers in Nederland en bevestigen ze derhalve de aparte en uitzonderlijke politieke status van de Molukse gemeenschap in Nederland. In Nederland is men niet altijd overal op de hoogte van het bestaan van deze wijken met hun aparte regelingen en de speciale status van de Molukse gemeenschap in Nederland. In een aantal gevallen protesteerden bewoners als er een woning in de wijk werd toegewezen aan mensen van een andere afkomst, zoals in 2004 in Sittard en in 2014 in Hoogeveen. Volgens de Molukkers gaat het hierbij niet om discriminatie maar om de naleving van gemaakte afspraken en het behoud van hun cultuur en geschiedenis.

### Gezamenlijke Verklaring 1986
Deze afspraken vloeien voort uit een overeenkomst ("Gezamenlijke Verklaring van de Nederlandse regering en het Hoofdbestuur van de Badan Persatuan") die op 21 april 1986 tussen de regering en de Badan Persatuan (voormalige Molukse Eenheidspartij) tot stand is gekomen. Bepalingen in deze overeenkomst waren o.a. de Rietkerk-uitkering, de Herdenkingspenning komst Ambonezen naar Nederland, het "duizendbanenplan", de oplevering van een Moluks Historisch Museum (Museum Maluku), het aanpakken van huisvestingsproblematiek en het besluit dat het Molukse karakter van de Molukse wijken behouden blijft. Oud-Minister van Binnenlandse Zaken Koos Rietkerk, verantwoordelijk voor het minderhedenbeleid, en de Molukse dominee Samuël Metiarij hebben over het document onderhandeld. Namens de Nederlandse Regering tekende Minister-President Ruud Lubbers. Naar aanleiding van een nieuw incident in 2020 in Elst werd deze overeenkomst door middel van een brief van oud-minister van Binnenlandse Zaken en Koninkrijksrelaties Kasja Ollongren nogmaals nadrukkelijk bevestigd.

### Toekomst Molukse wijk
Halverwege de jaren 1980 werden de Molukse wijken door het rijk Dienst der domeinen overgedragen aan verschillende woningcorporaties en gemeenten. Ondanks de overeenkomst van 1986 ging deze overdracht in sommige wijken gepaard met het verdwijnen van een aantal regelingen. Hierdoor kregen ook andere bewoners de mogelijkheid om zich in deze wijken te vestigen. Om dergelijke misverstanden in de toekomst te voorkomen zijn er verschillende Molukse organisaties opgericht die zich hard maken voor het behoud van de Molukse wijken. Dit leidde in 2017 tot herziening van oude afspraken in de Molukse wijk Hatert in Nijmegen. Woningcorporatie Portaal bevestigde dat 42 woningen in deze wijk weer exclusief worden toegewezen aan Molukkers. In 2019 hebben gesprekken tussen de gemeente Maastricht en de Molukse wijk Heer geleid tot een convenant waarin oude afspraken over woningtoewijzing worden bevestigd en concreter worden gemaakt. Op 24 juni 2022 werd door woningcorporatie Mooiland een convenant ondertekend voor het behoud van de Molukse wijk in Gennep. Eind 2022 maakte woningcorporatie Viverion bekend dat de inkomenstoets van 40.000 euro bruto per jaar niet meer geldt voor de Molukse wijk in Rijssen. Woonstichting Vecht en Omstreken en vertegenwoordigers van de Molukse wijk in Breukelen ondertekenden op 24 oktober 2023 het vernieuwde toewijzingsbeleid voor de Molukse wijk. Hierbij worden 21 sociale huurwoningen speciaal bestemd voor Molukkers. Een maand later werd op 24 november in Elst een convenant ondertekend door de gemeente Overbetuwe, woningcorporatie Vivare en de Molukse wijkraad van Elst over het behouden van 41 sociale huurwoningen voor de Molukse gemeenschap. In Zevenaar werd op woensdag 19 juni 2024 officieel vastgelegd dat een deel van de huurwoningen in de P.C. Hooftstraat toegewezen is en blijft aan de Molukse gemeenschap. In totaal gaat het om 35 woningen. De overeenkomst werd ondertekend door Stichting Wijkraad Nazaten Ambonese KNIL Militairen en Baston Wonen. Een woordvoerder van de gemeente liet weten dat deze afspraak er al was en dat het slechts zou gaan om het formaliseren van de bestaande praktijk. In het bijzijn van de burgemeester van Doesburg werd op 5 september 2024 een wijziging van het convenant Woningtoewijzing Molukse Wijk Doesburg ondertekend door de directeur van Woonservice IJsselland en een vertegenwoordiger van de bewonerscommissie van de Molukse wijk. Deze wijziging betreft het toevoegen van de Rumah Tua-principe, waarbij kinderen van een overledene als eerste in aanmerking komen voor overname van een huurhuis en niet meer de langst wachtende op de kandidatenlijst. De 49 woningen in de Molukse wijk in Hoogkerk zullen ook in de toekomst worden behouden voor de Molukse gemeenschap. Dit werd op vrijdag 11 oktober 2024 in een overeenkomst tussen de woningcorporatie en de Molukse bewonerscommissie vastgelegd. Ook geldt de Rumah Tua-principe als onderdeel van het akkoord. De Molukse gemeenschap in Helmond heeft sinds 1964 een wijk met oorspronkelijk 30 woningen toegewezen gekregen. Nadat de voorrangsregeling voor deze wijk in 1993 is komen te vervallen heeft woningcorporatie Woonpartners op verzoek van de gemeente in november 2024 besloten om voor 13 woningen de voorrangsregeling weer toe te passen. Zo wordt het voortbestaan van de Molukse wijken voor toekomstige generaties veiliggesteld. In 2017 woonde ongeveer 40% van de Molukse gemeenschap in een Molukse wijk.